# Вара (денежная единица)
Вара - частная денежная единица, созданная по теории свободных денег Гезелля, введённая в ходе эксперимента в баварской деревне Шваненкирхен (нем. Schwanenkirchen) сторонников теории Ганса Тимма и Гельмута Рёдигера в 1926 году.

## Этимология
Авторское слово Wära, изобретенное Тиммом и Рёдигером, происходит от родственных терминов Währung (валюта) и Währen в значении „постоянный“, „стабильный“.

## Функция
Одна денежная единица соответствовала стоимости одной рейхсмарки. Выпускались банкноты номиналом 1/2, 1, 2, 5 и 10 вар.
Каждая денежная купюра подлежала регулярному ежемесячному обесцениванию в размере одного процента от ее номинальной стоимости. Это сокращение могло быть компенсировано приобретением ценных бумаг номиналом 0,5, 1, 2, 5 и 10 вара-центов (1 цент = 1 рейхспфенниг). Таким образом, на оборотной стороне банкнот вара были напечатаны поля, на которые каждый месяц должны были наклеиваться марки. Целью этой меры было принудительное обращение валюты-средства обмена. Чтобы избежать снижения стоимости, каждый владелец валюты должен был вернуть свою валюту в экономический оборот как можно раньше установленного срока.

## На практике
Зимой 1929 года горный инженер Макс Хебекер (1882-1948) купил за 8000 рейхсмарок шахту по добыче бурого угля Шваненкирхен, обанкротившуюся в 1927 году. Поскольку региональные банки отказались финансировать реконструкцию ветхой шахты, Хебеккер обратился в Общество обмена вары в Эрфурте, инициаторов которого он знал как приверженца теории свободной экономики и члена Физиократического союза борьбы. Относительно недавно в Эрфурте был создан консорциум по финансированию валюты, который предоставил необходимый кредит в размере 50 000 рейхсмарок. Большая часть кредита была на варе, меньшая - на рейхсмарках.
Добыча бурого угля была возобновлена уже в 1931 году, первоначально в ней работало 45, а затем 60 горняков. Рабочие получали две трети своей заработной платы в варах и одну треть в рейхсмарках. Чтобы повысить общественное признание ваучеров вары, были проведены публичные лекции о природе и функциях средства обмена. Хебекер также противодействовал первоначальному недоверию к местным предпринимателям, открыв фирменную столовую и снабжая ее товарами сторонних компаний, которые уже были членами биржевого кооператива Вара. Местные бизнесмены отреагировали и вскоре также приняли банкноты вары. Хебекеру удалось заключить контракт на поставку 1500 центнеров бурого угля в сутки с заводом «Сириус» в Деггендорфе.
Экономическая жизнь Шваненкирхена пережила сильный подъем, который затронул и весь окружающий регион. Хебекер постоянно разрабатывал новые бизнес-идеи и стимулы. Например, любой, кто купил уголь Шваненкирхена через вару, получил скидку 5%. Успех эксперимента Вара вызвал большой резонанс среди общественности. «Варское чудо» в Шваненкирхене было подробно описано более чем в 50 отечественных и зарубежных газетах. Рейхсбанку также стало известно о Хебекере. В конце концов она начала расследование, в результате которого 5 августа 1931 года ответственный прокурор возбудил против Хебекера уголовное дело «за несанкционированную эмиссию банкнот и мошенничество». Однако районный суд Деггендорфа отказался открыть дело, поскольку не смог выявить «какого-либо уголовного преступления».
Хебекеру пришлось уволить большую часть своей рабочей силы. В течение некоторого времени он пытался управлять так называемой ямой физиократов с несколькими сотрудниками, но вскоре потерпел неудачу. После запрета вары безработица и экономический спад снова распространились в Шваненкирхене и его окрестностях.